# Юлія Кочеткова
Юлія Кочеткова (рос. Юлия Кочеткова, словац. Júlia Kočetková; нар. 26 листопада 1981, Копейськ) — російська шахістка, представниця Словаччини від 2010 року, гросмейстер серед жінок від 2006 року.

## Шахова кар'єра
Неодноразово брала участь у фіналі чемпіонату Росії серед дівчат у різних вікових категоріях. 2001 року в Елісті взяла участь у чемпіонаті Росії серед жінок, який проходив за швейцарською системою, виконавши першу норму гросмейстера серед жінок, а також поділила 2-ге місце (позаду Марти Літинської, разом з Наталією Григоренко) на турнірі за круговою системою у Львові. 2002 року в Улан-Батор здобула срібну медаль чемпіонату світу серед студентів. У 2003 році посіла 2-ге місце (позаду Софії Зігангірової) в Новокузнецьку і поділила 2-ге місце (позаду Катерини Корбут, разом з Ольгою Стяжкіною) в санкт-Петербурзі (виконавши другу гросмейстерську норму). 2004 року посіла 3-тє місце (позаду Анни Ушеніної та Рахіль Ейдельсон) на меморіалі Людмили Руденко в Санкт-Петербурзі. 2006 року виконала третю норму на титул гросмейстера серед жінок, перемігши (разом з Катериною Рогонян) у Санкт-Петербурзі (турнір FINEC 2006 WGM). У 2009 році посіла 2-ге місце (позаду Сідонії Вайди) в Пакші.
Неодноразово представляла Словаччину на командних змаганнях, зокрема: тричі на шахових олімпіадах (2010, 2012, 2014) та двічі на BŁĄD; медалістка: в командному заліку — золота (2013).
Найвищий рейтинг Ело в кар'єрі мала станом на 1 липня 2006 року, досягнувши 2369 очок займала тоді 89-те місце в світовому рейтинг-листі ФІДЕ, одночасно займаючи 16-те місце серед російських шахісток.